# Sénat von Beust III
Ville libre et hanséatique de Hambourg
von Beust II Ahlhaus
Le sénat von Beust III (Senat von Beust III) était le gouvernement de la ville libre et hanséatique de Hambourg du 7 mai 2008 au 25 août 2010, durant la 19e législature du Bürgerschaft. Dirigé par le premier bourgmestre chrétien-démocrate Ole von Beust, il est soutenu par une coalition noire-verte entre l'Union chrétienne-démocrate d'Allemagne (CDU) et les Verts-Liste alternative (GAL).
Il fut formé à la suite des élections régionales du 2 avril 2008, au cours desquelles la CDU a perdu sa majorité absolue acquise en 2004, et succédait au sénat von Beust II. L'impossibilité de former une coalition noire-jaune avec les libéraux a conduit le premier bourgmestre von Beust à s'allier aux écologistes, une première au niveau régional.
Il a cédé sa place le 25 août 2010 au sénat Ahlhaus, à la suite de la démission de von Beust  et son remplacement par le sénateur pour l'Intérieur, Christoph Ahlhaus.

## Composition
| Portefeuille                                                                                 | Nom                                     | Nom                                   | Parti |
| -------------------------------------------------------------------------------------------- | --------------------------------------- | ------------------------------------- | ----- |
| Premier bourgmestre                                                                          |                                         | Ole von Beust                         | CDU   |
| Sénateur pour l'Éducation et la Formation professionnelle Second bourgmestre                 |                                         | Christa Goetsch                       | GAL   |
| Sénateur pour les Affaires sociales, la Famille, la Santé et la Protection des consommateurs |                                         | Dietrich Wersich                      | CDU   |
| Sénateur pour l'Intérieur                                                                    |                                         | Christoph Ahlhaus                     | CDU   |
| Sénateur pour le Développement urbain et l'Environnement                                     |                                         | Anja Hajduk                           | GAL   |
| Sénateur pour l'Économie et le Travail                                                       |                                         | Axel Gedaschko                        | CDU   |
| Sénateur pour la Science et la Recherche                                                     |                                         | Herlind Gundelach                     | CDU   |
| Sénateur pour les Finances                                                                   |                                         | Michael Freytag (jusqu'au 17.03.2010) | CDU   |
| Sénateur pour les Finances                                                                   | Carsten Frigge (à partir du 31.03.2010) |                                       | CDU   |
| Sénateur pour la Justice                                                                     |                                         | Till Steffen                          | GAL   |
| Sénateur pour la Culture, les Sports et les Médias                                           |                                         | Karin von Welck                       | Sans  |